# 蝋人形の館 (曲)
- 蠟人形の館
- 蝋人形の館

「蠟人形の館」（ろうにんぎょうのやかた）は、日本のヘヴィメタルバンドである聖飢魔IIの楽曲。
魔暦紀元前13年（1986年）4月2日にCBS・ソニーのFITZBEATレーベルから発布された。第二大教典『THE END OF THE CENTURY』と同時発布された1枚目の小教典であり、作詞および作曲はダミアン浜田が担当、編曲は聖飢魔II名義となっている。
聖飢魔IIとして初の小教典となった作品であり、漫画『人形地獄』（1970年）や映画『サスペリアPART2』（1975年）に影響を受けた浜田による悪魔的、黒魔術的の要素を導入した世界観が特徴となっている。聖飢魔IIの地球デビュー前に制作された楽曲であるが、正式に発布されたバージョンでは浜田の制作した初期バージョンからはギターソロなど一部が改変されている。
本作を収録した小教典はオリコンシングルチャートにおいて最高位第17位となった他、売り上げ枚数は累計で30万枚を超えヘヴィメタルの楽曲としては史上初の大ヒット曲となり以後聖飢魔IIの代表曲となった。1999年にはセルフカバーとなる「蠟人形の館'99」が最大小教典（マキシシングル）にて発布されている他、ハードロックバンドであるSHOW-YAなどによってカバーされている。

## 背景
聖飢魔IIは1982年末に早稲田フォークソングクラブ (WFS) 内においてダミアン浜田を中心に結成された。結成当初の構成員は浜田（ギター）、デーモン小暮（ボーカル）、エース清水（ドラムス）、ゾッド星島（ベース）という4名編成で「は・は・は・は・はまださんバンド」と名付けられた。その後1983年4月に行われる新入生歓迎コンサートに向けて小暮がバンド名の変更を申し出ており、「GOD HAND」「世紀末」「魔殺（まさい）」などのバンド名候補の中から数秒の内に浜田は「世紀末」を選択した。その後「世紀末」という名前に疑問を持った浜田は当て字にすることを考案、「聖飢魔II」もしくは「聖奇魔II」とする案を小暮に提案し、小暮が「聖飢魔II」を選択したことからバンド名が決定することになった。1984年6月27日に日本青年館にて開催された「マツダカレッジサウンドフェスティバル」の決勝大会に出場した聖飢魔IIであったが賞の獲得はならず、しかし審査員を務めていたCBS・ソニー所属の音楽プロデューサーであるサテュロス丸沢から小暮に対して聖飢魔IIを手掛けたいとの電話があり、これを受けて1984年8月18日にCBS・ソニー主催のオーディションである「C.S.オーディション」の一環となるSDライブに出場することになった。「C.S.オーディション」における聖飢魔IIの演奏は審査員に大きく受け入れられ、特別賞を獲得する運びとなった。その後聖飢魔IIの正式なデビューが決定されたものの、聖飢魔IIの創始者であった浜田が「プロになるような実力は持っていない」という理由からバンド脱退を表明、メンバーチェンジによって芸風に変化が訪れることを危惧した丸沢であったが、小暮の存在があれば問題ないとの判断を下すこととなった。
魔暦紀元前14年（1985年）9月21日に聖飢魔IIは1作目となる大教典『聖飢魔II〜悪魔が来たりてヘヴィメタる』を発布、同作はオリコンアルバムチャートにおいて最高位第30位の登場週数17回で、売り上げ枚数は3.8万枚となった。最終的に同作の売り上げは日本のヘヴィメタル史上初めて、総合で10万枚を突破することとなった。当時『YOUNG GUITAR』や『ロッキンf』などの音楽誌が聖飢魔IIのデビューを取り上げていた他に、ジャパニーズ・メタルのブームが始まっていたことも影響し、地方の音楽ファンからも聖飢魔IIは一定の知名度を得ている状態であった。当時の宣伝担当は「強烈なビジュアルと、キャラクター。でもそれだけのイメージになってしまうと寿命が短い。そこへいくと聖飢魔IIは音楽的な裏付けがあるバンドだったし、雑誌で、活字だけでなく、グラビア的に積極的な露出をしていってもつぶれない。プロモーション的にはやりやすかったね。メディアの受けはすごく良かったし」と述べている。また、聖飢魔IIが初めて正式に出演したテレビ番組はフジテレビ系バラエティ番組『冗談画報』（1985年 - 1988年）であり、その後も同番組のリクエスト特集で聖飢魔IIの出演を望む声が多くあったことから、小暮は聖飢魔IIが他のヘヴィメタルバンドとは異質な存在であり、茶の間にヘヴィメタルを届ける役割を担った存在であると述べている。聖飢魔IIは他のヘヴィメタルバンドと同様に地道なライブ活動で徐々に動員を増やし、1986年1月10日には初の大ホール公演となる日本青年館において大黒ミサを行った。

## 録音、制作
本作を制作した浜田によれば、1984年2月に「THE END OF THE CENTURY」および「新・聖飢魔IIのテーマ（後の「創世紀」）」が完成し、その後5月に完成したのが本作であると述べている。同時期に浜田は教師として就職することになったため聖飢魔IIは解散が決定、同年4月22日の渋谷屋根裏にて解散ミサ「断末魔の叫び」が行われた。そのため、本作が完成したのは聖飢魔IIに浜田が参加していた末期の時期であった。浜田は本作のイントロを制作した段階で「ああ、これ『蠟人形の館』にしよう」とタイトルを思いついたと述べている。本作には前口上として「お前を蠟人形にしてやろうか!」という小暮による語りが当時のミサにおいてすでに導入されていたが、地球デビュー以前のデモテープの段階ではアルペジオとノイズによるバック演奏の上に、リバーブを掛け低くかすれた声で「エコエコアザラク、エコエコザメラク」と繰り返し囁いた声が録音されていた。
本作制作に至る影響として、浜田は映画『肉の蝋人形』（1953年）を観賞したことがあるかとの質問を頻繁に受けると述べた上で、同映画を観賞したことはなく全く影響は受けていないと述べている。一方で浜田は、本作の制作に関してはムロタニツネ象の漫画『人形地獄』（1970年）や映画『サスペリアPART2』（1975年）の一部シーンにインスパイアされたと述べている。またリメイク版となる映画『蝋人形の館』（2005年）は後に観賞したものの、感想として「ぜんぜんおもしろくはなかった」と述べている。浜田は影響を受けた映画として『エクソシスト』（1973年）や『サスペリア』（1977年）などの作品名を挙げ、また『サスペリア』の監督であるダリオ・アルジェントやサウンドトラックを担当したプログレッシブ・ロックのバンドであるゴブリンを愛好していると述べた上で、本作が完成したばかりの当時は最後のアウトロ部分にゴブリンによる「サスペリアのテーマ」からインスパイアされたサウンドが導入されていたと述べている。
正式に発布されたバージョンのギターソロは清水が演奏しているが、これについて浜田は「すごく哀愁があって、メロディラインとしてはとても素敵だ」と述べつつも、「おどろおどろしさであるとか、残酷さとかそういうところではないメロディラインだ」と本作には適切ではないとも述べている。しかし浜田は同時に自身による残酷さを前面に出したギターソロが採用されていた場合、本作の売り上げが減少していたのではないかと予想しており、本作のヒットは清水による物悲しいギターソロがあったからこそであるとも述べている。さらにその後ミサにおいてはジェイル大橋がギターソロを演奏することになるが、ロックンロール色の強い演奏であることからさらに浜田の世界観から遠ざかっていると述べた上で、浜田は「私はそれで良いと思っておる。個々の魅力を最大限に引き出して見せるバンド、それが、聖飢魔IIなのだから。脇役のいないバンドとも言える」とも述べている。

## リリース、チャート成績、メディアでの使用
本作を収録した小教典は魔暦紀元前13年（1986年）4月2日に7インチレコードおよびカセットテープにて発布された。テレビなどの媒体への露出も増えたため知名度が上がり、オリコンシングルチャートにおいては最高位第17位の登場週数19回で、売り上げ枚数は9.2万枚となった。最終的な売り上げ枚数は30万枚を超えており、ヘヴィメタルの楽曲としては史上初の大ヒット曲となった。本作の売り上げ枚数は聖飢魔IIのシングル売上ランキングにおいて第2位となっている。また、本作のミュージック・ビデオにはセブンティーンクラブ所属の柴田くに子が出演している。
本作は後にセルフカバーされ、魔暦元年（1999年）4月21日に小教典「蠟人形の館'99」として再発布された。また、2010年1月20日放送のTBS系バラエティ番組『時短生活ガイドSHOW』（2009年 - 2010年）において、「赤ちゃんを一瞬で泣き止ませる時短テクニック」として本作を赤ちゃんに聴かせるという実験が行われ、結果として本作の冒頭部分となる「お前も蝋人形にしてやろうか!」という部分の重低音に注意が向けられるために泣いていることを忘れる作用や、その後の展開における低音が下降する部分のリズムと胎内のリズムが似ているため赤ちゃんが落ち着く効果があるとされた。その他、本作はテレビアニメ『べるぜバブ』（2011年 - 2012年）第5話において、EDクレジットによれば「ベル坊のお気に入りの曲」という名目で挿入歌として使用された。

## ライブ・パフォーマンス
本作はミサ演奏時において、曲冒頭に効果音をバックにした小暮による小声でのモノローグから一転、「お前も蠟人形にしてやろうか!」と挑発的な叫びで開始されることが恒例となっている。冒頭の語り部分のバックに流れるギターのアルペジオは当初から存在しており、1984年10月30日の渋谷ライブインでのミサにおいては「我々が人間の世界に派遣している老人が、神を信じている者、特に少女を毎夜毎晩自らの屋敷に連れ去り蠟人形にしている。おまえも蠟人形にしてやろうか」という内容になっていた。また1985年2月18日の同会場におけるミサ「王位継承」においては、「我々の処刑方法はギロチン、磔などいくつか種類があり、その中でも我々のマネージャーの背むし男が神を信じている者、特に少女を毎夜毎晩自らの屋敷に連れ去り蠟人形にしている。おまえも蠟人形にしてやろうか」という内容になっていた。この語り部分については浜田は制作していないと述べており、第二大教典『THE END OF THE CENTURY』（1986年）制作時に完成したものと思われるが、小暮自身も制作した記憶がないと述べている。またミサにおいては「少女の悲鳴にも似た叫び声が…」と言う一節で観客から女性客の絶叫が起こるのが恒例となっているが、小暮が「『少女』だぞ？」と叫んだ聴衆の年齢層を疑ったり、「○○歳未満の」とリクエストするなどのやり取りが交わされることや、「お前は蝋人形にはしてやらない」というセリフを発することもあった。
地球デビュー25周年を記念して行われた2010年の期間限定再集結時のミサにおいて、ギターソロを初めて大橋が演奏することになったが、その際に大橋は「入口はあまりにも皆の耳に長官（清水）のソロが残っているから、そのまま踏襲する。でも、途中から自分のスタイルに変えていこうと思う」と述べ、前任者へのリスペクトを込める意味合いと全く異なる演奏にすることで聴衆が違和感を覚えることに配慮していた。本作はほぼすべてのミサにおいて演奏されているが、その理由について小暮は本作が聖飢魔IIの代表曲であり、35年間のプロとしての活動の中で本作を超える楽曲が制作できなかったために嫉妬の感情も持っていると述べている。

## 別バージョン
- 第二大教典『THE END OF THE CENTURY』（1986年）収録バージョン
同作のCDおよびCTにおいてのみ収録されたバージョンであり、冒頭に小暮による「悪魔の森の奥深く～」という語りが収録されている。
- 極悪集大成盤『WORST』（1989年）収録バージョン
リミックスバージョンとして収録された。
- 小教典「蠟人形の館'99」バージョン
セルフカバー・バージョンであり、最大小教典「蠟人形の館'99」として発布された。
- 第二十四大教典『悪魔 NATIVITY "SONGS OF THE SWORD"』（2009年）収録バージョン
曲名を「THE HOUSE OF WAX」とした全英語詞によるセルフカバー・バージョンが収録されている。歌詞の世界観や雰囲気はオリジナル版と同一だが、原曲をそのまま英訳したものではなく表現の仕方が大きくアレンジされている。

## カバー
- あゆみくりかまき - ミニ・アルバム『蝋人形の館』（2018年）に収録[34]。
- 小林ゆう - テレビアニメ『世紀末オカルト学院』（2010年）を収録したBlu-ray DiscおよびDVD『Volume.6』の完全生産限定版特典CDに収録。
- SHOW-YA - トリビュート・アルバム『Tribute to 聖飢魔II -悪魔との契約書-』（2010年）に収録[35]。
- 菅原進（ビリーバンバン） - YouTubeおよびニコニコ動画の自身のチャンネル内にて公開[36][37]。

## 蠟人形の館'99
「蠟人形の館'99」は、日本のヘヴィメタルバンドである聖飢魔IIの楽曲。
魔暦元年（1999年）4月21日にBMGジャパンのアリオラジャパンレーベルから26枚目の小教典として発布された。前作「MASQUERADE」から9か月振りに発布された小教典であり、作詞および作曲はダミアン浜田が担当、編曲は聖飢魔II名義となっている。
本作が発布された経緯は、スタッフ側から小教典としてリメイクする提案が出され、小暮に電話で2回ほど依頼を掛けて了承を得たものであり、新曲の発布も検討されていたものの話題性を考慮した結果発布することが決定した。BMG JAPAN所属のディレクターである吉澤博美は聖飢魔IIについて「『蠟人形の館』で二十年もった。そんなバンドも稀有ですよ。それは彼たちが持っているユニークなキャラクターがそれぞれいろいろあって、全員そろうと団結してまたすごいエンターテイメントになる。これからああいうバンドはそうそう出ない気はしますね」と述べている。
音楽情報サイト『CDジャーナル』では、聖飢魔IIによる「売れなくても世紀末までは解散しない、売れていても世紀末には解散する」というデビュー当時の宣言通りに解散する発言を取り上げた上で、「見た目はキワものだが、音楽性は高いバンドだったと実感」と肯定的に評価した。本作は聖飢魔IIとして初の最大小教典（マキシシングル）として発布されており、カップリング曲としてアレンジバージョンである「蠟人形の館 ANNEX」が収録されている。「ANNEX」とは別荘という意味であり、森俊彦によりダンスミュージック風にアレンジされたバージョンとなっている。

## シングル収録曲

### 蠟人形の館（レコード）
| #         | タイトル            | 作詞                       | 作曲         | 編曲      | 時間 |
| --------- | ------------------- | -------------------------- | ------------ | --------- | ---- |
| 1.        | 「蠟人形の館」      | ダミアン浜田               | ダミアン浜田 | 聖飢魔II  | 4:04 |
| 2.        | 「JACK THE RIPPER」 | ダミアン浜田、デーモン小暮 | ダミアン浜田 | 聖飢魔II  | 4:05 |
| 合計時間: | 合計時間:           | 合計時間:                  | 合計時間:    | 合計時間: | 8:09 |

### 蠟人形の館（カセットテープ）
| #         | タイトル                             | 作詞         | 作曲         | 編曲      | 時間 |
| --------- | ------------------------------------ | ------------ | ------------ | --------- | ---- |
| 1.        | 「蠟人形の館」                       | ダミアン浜田 | ダミアン浜田 | 聖飢魔II  | 4:04 |
| 2.        | 「蠟人形の館」(オリジナル・カラオケ) |              | ダミアン浜田 | 聖飢魔II  | 4:04 |
| 合計時間: | 合計時間:                            | 合計時間:    | 合計時間:    | 合計時間: | 8:08 |

| #         | タイトル                                  | 作詞                       | 作曲         | 編曲      | 時間 |
| --------- | ----------------------------------------- | -------------------------- | ------------ | --------- | ---- |
| 1.        | 「JACK THE RIPPER」                       | ダミアン浜田、デーモン小暮 | ダミアン浜田 | 聖飢魔II  | 4:05 |
| 2.        | 「JACK THE RIPPER」(オリジナル・カラオケ) |                            | ダミアン浜田 | 聖飢魔II  | 4:05 |
| 合計時間: | 合計時間:                                 | 合計時間:                  | 合計時間:    | 合計時間: | 8:10 |

### 蠟人形の館'99
| #         | タイトル                          | 作詞         | 作曲               | 編曲                                 | 時間  |
| --------- | --------------------------------- | ------------ | ------------------ | ------------------------------------ | ----- |
| 1.        | 「-PROLOGUE-」                    |              |                    |                                      | 1:13  |
| 2.        | 「蠟人形の館'99」                 | ダミアン浜田 | ダミアン浜田       | 聖飢魔II、怪人松崎様                 | 3:50  |
| 3.        | 「蠟人形の館 ANNEX」              |              | 設計: ダミアン浜田 | 施工・改築: 森俊彦                   | 6:13  |
| 4.        | 「ARCADIA」                       | デーモン小暮 | ライデン湯沢       | ジョー・リノイエ、鈴川真樹、聖飢魔II | 5:18  |
| 5.        | 「KIMIGAYOは千代に八千代の物語」  | デーモン小暮 | Sgt.ルーク篁III世  | 聖飢魔II、怪人松崎様                 | 3:43  |
| 6.        | 「蠟人形の館'99（カラオケの間）」 |              |                    |                                      | 4:18  |
| 合計時間: | 合計時間:                         | 合計時間:    | 合計時間:          | 合計時間:                            | 24:35 |

## スタッフ・クレジット

### 蠟人形の館
- デーモン小暮 – ボーカル、ボイス
- エース清水 – ギター、コーラス
- ジェイル大橋 – ギター、コーラス
- ゾッド星島 – ベース、コーラス
- ライデン湯沢 – ドラムス、コーラス

### 蠟人形の館'99
- デーモン小暮 – ボーカル
- エース清水 – ギター、バックグラウンドボーカル
- Sgt.ルーク篁III世 – ギター、バックグラウンドボーカル
- ゼノン石川 – ベース、バックグラウンドボーカル
- ライデン湯沢 – ドラムス、バックグラウンドボーカル

## リリース日一覧
| No. | タイトル      | リリース日    | レーベル              | 規格 | カタログ番号 | 備考 |
| --- | ------------- | ------------- | --------------------- | ---- | ------------ | ---- |
| 1   | 蠟人形の館    | 1986年4月2日  | CBS・ソニー／FITZBEAT | 7"   | 07・5H-130   |      |
| 2   | 蠟人形の館    | 1986年4月2日  | CBS・ソニー／FITZBEAT | CT   | 10KH1849     |      |
| 3   | 蠟人形の館'99 | 1999年4月21日 | BMGジャパン           | CD   | BVCR-19004   |      |

## 収録アルバム

### 蠟人形の館
「蠟人形の館」
- 『THE END OF THE CENTURY』（1986年） - 大教典バージョンが収録されている。
- 『WORST』（1989年） - リミックス・バージョンが収録されている。
- 『愛と虐殺の日々』（1991年） - 大教典バージョンが収録されている。
- 『THE BLACK MASS FINAL 3 NIGHTS』（2000年） - 解散前の最終公演となった東京ベイNKホール公演でのライブ・バージョンが収録されている。
- 『恐怖の復活祭 THE LIVE BLACK MASS D.C.7 SELECTION +α』（2006年） - 2005年の期間限定再集結における東京国際フォーラム公演でのライブ・バージョンが収録されている。
- 『悪魔 NATIVITY "SONGS OF THE SWORD"』（2009年） - 「THE HOUSE OF WAX」のタイトルで全英語詞によるセルフカバー・バージョンが収録されている。
- 『A QUARTER CENTURY OF REBELLION -世界的極悪集大成盤-』（2010年） - 「THE HOUSE OF WAX」のタイトルで全英語詞によるセルフカバーのフル・バージョンが収録されている。
- 『ICBM OSAKA -妖艶!+震撼!+爆笑!=究極炎上!!-』（2011年） - 2010年の期間限定再集結におけるグランキューブ大阪公演でのライブ・バージョンが収録されている。
- 『TRIBUTE TO JAPAN - THE BENEFIT BLACK MASS 2 DAYS, D.C.13 -』（2012年） - 東日本大震災のチャリティイベントとして両国国技館にて開催された聖飢魔II Presents 「Tribute to JAPAN」公演でのライブ・バージョンが収録されている。
- 『121212 -再集結大黒ミサ-』（2012年） - 2010年の期間限定再集結における東京国際フォーラム公演でのライブ・バージョンが収録されている。
- 『愛と虐殺の日々〜歴代小教典 ソニー時代完全盤〜』（2013年） - 大教典バージョンが収録されている。
- 『全席死刑 -LIVE BLACK MASS 東京-』（2016年） - 2015年の期間限定再集結における東京国際フォーラム公演でのライブ・バージョンが収録されている。
- 『地獄の再審請求 -LIVE BLACK MASS武道館-』（2016年） - 2015年の期間限定再集結における日本武道館でのライブ・バージョンが収録されている。
- 『35++執念の大黒ミサツアー -大阪-』（2023年） - 2022年の期間限定再集結におけるオリックス劇場公演でのライブ・バージョンが収録されている。
- 『35++周年の大黒ミサツアー -東京FINAL-』（2023年） - 2023年の期間限定再集結における東京国立代々木競技場第一体育館公演でのライブ・バージョンが収録されている。

「JACK THE RIPPER」
- 『THE END OF THE CENTURY』 - 大教典バージョンが収録されている。
- 『愛と虐殺の日々』 - 大教典バージョンが収録されている。
- 『恐怖の復活祭 THE LIVE BLACK MASS D.C.7 SELECTION +α』 - 2005年の期間限定再集結における東京国際フォーラム公演でのライブ・バージョンが収録されている。
- 『悪魔RELATIVITY』（2010年） - 全英語詞によるセルフカバー・バージョンが収録されている。
- 『A QUARTER CENTURY OF REBELLION -世界的極悪集大成盤-』 - 全英語詞によるセルフカバー・バージョンが収録されている。
- 『ICBM OSAKA -妖艶!+震撼!+爆笑!=究極炎上!!-』 - 2010年の期間限定再集結におけるグランキューブ大阪公演でのライブ・バージョンが収録されている。
- 『121212 -再集結大黒ミサ-』 - 2010年の期間限定再集結における東京国際フォーラム公演でのライブ・バージョンが収録されている。
- 『愛と虐殺の日々〜歴代小教典 ソニー時代完全盤〜』 - 大教典バージョンが収録されている。
- 『XXX -THE ULTIMATE WORST-』 - 全英語詞の「Expo. Ver.」が収録されている。

### 蠟人形の館'99
「蠟人形の館'99」
- 『1999 BLACK LIST』（1999年）
- 『聖飢魔II 入門教典 THE BEST OF THE WORST』（2003年）
- 『XXX -THE ULTIMATE WORST-』（2015年） - 冒頭に『THE END OF THE CENTURY』収録のMCが挿入された「combined Ver.」が収録されている。

「ARCADIA」
- 『1999 BLOOD LIST』（1999年） - LP盤のみ追加収録されている。
- 『DEVIL BLESS YOU! 〜聖飢魔II FINAL WORKS〜』（2000年） - 「type β」バージョンが収録されている。
- 『聖飢魔II 入門教典 THE BEST OF THE WORST』
- 『オールスタンディング処刑 THE LIVE BLACK MASS D.C.7』（2006年） - 2005年の期間限定再集結における横浜BLITZ公演でのライブ・バージョンが収録されている。
- 『TRIBUTE TO JAPAN - THE BENEFIT BLACK MASS 2 DAYS, D.C.13 -』（2012年） - 東日本大震災のチャリティイベントとして両国国技館にて開催された聖飢魔II Presents 「Tribute to JAPAN」公演でのライブ・バージョンが収録されている。

「KIMIGAYOは千代に八千代の物語」
- 『聖飢魔II 入門教典 THE BEST OF THE WORST』 - 「DC1 ver.」が収録されている。
- 『XXX -THE ULTIMATE WORST-』
- 『続・全席死刑 -LIVE BLACK MASS 大阪-』（2016年） - 2015年の期間限定再集結におけるオリックス劇場公演でのライブ・バージョンが収録されている。